# Asa Akira
Asa Akira (2 de gener de 1986, Nova York, Estats Units) és una actriu de cinema pornogràfic i model estatunidenca. Entre els 6 i 13 anys va viure al Japó, va estudiar en escoles estatunidenques. Entre els anys 2006 i 2007 va formar part de l'equip del programa radiofònic Bubba the Love Sponge, on estigué un any, i era coneguda com a Show Whore. La seva primera escena amb un home va ser amb l'actor Travis Knight per a l'empresa productora de Gina Lynn, després d'haver fet diverses escenes amb noies, principalment amb Gina Lynn.Actualment resideix a Los Angeles, Califòrnia.

## Premis
- AVN Female Performer of the Year (2013)[3]
- XBIZ Award Female Performer of the Year (2012)[cal citació]
- XRCO Award Female Performer of the Year (2012)
- AEBN VOD Award Female Performer of the Year (2012)
- Urban X Award Best female porn star (2011)